# National Amateur Lightweight Champions
Onderstaande lijst bestaat uit winnaars van het 'Nationale Amateurboksen Lichtgewicht', ook bekend als de 'United States Amateur Champions'. Achter elke naam staat de stad of hetgeen dat ze vertegenwoordigden. 
- 1888 - T. Thompson, NYAC
- 1889 - E.F. Walker, Philadelphia
- 1890 - J. Rice, VBC
- 1891 - O.H. Zeigler, Philadelphia
- 1892 - Niet gehouden
- 1893 - H.M. Leeds, PASC
- 1894 - C.J. Gehring, Baltimore
- 1895 - J. Quinn, Bedford
- 1896 - James Pyne, New York
- 1897 - Ed Dix, Philadelphia
- 1898 - Niet gehouden
- 1899 - G. Jensen, New York
- 1900 - J. Hopkins, New York
- 1901 - J.F. Mumford, New York
- 1902 - John Dillon, New York
- 1903 - John Leavy, New York
- 1904 - Goliath Jones, Cambridge
- 1905 - Ambrose McGarry, New York
- 1906 - Lew Powell, San Francisco
- 1907 - Joseph Doyle, New York
- 1908 - J. Denning, New York
- 1909 - Billy Shevlin, New Jersey
- 1910 - William Volk, Quincy
- 1911 - James Jarvis, New York
- 1912 - Al Wambsgans, New Orleans
- 1913 - M.J. Crowley, Malden
- 1914 - D. Stosh, Cleveland
- 1915 - M.J. Crowley, Malden
- 1916 - Thomas Murphy, Kansas City
- 1917 - Thomas Murphy, Kansas City
- 1918 - Thomas O'Malley, Philadelphia
- 1919 - Frank Cassidy, New York, NY
- 1920 - Thomas Murphy, Kansas City
- 1921 - Ben Ponteau, New York
- 1922 - Joe Ryan, Pittsburgh
- 1923 - John McManus, Boston
- 1924 - Fred Boyistein, Pittsburgh
- 1925 - J. McGonigal, Weymouth
- 1926 - Thomas Lown, New York
- 1927 - Francis Burke, San Francisco
- 1928 - Steve Halaiko, Buffalo
- 1929 - Steve Halaiko, Buffalo
- 1930 - Alex Santora, New York
- 1931 - Al Gomez, San Francisco
- 1932 - Nat Bor, Fall River
- 1933 - Frank Eagan, Buffalo
- 1934 - Norbert Meehan, San Francisco
- 1935 - W. Beauhod, St. Louis
- 1936 - Thomas Pallatin, South Bend
- 1937 - Joseph Kelly, Philadelphia
- 1938 - Richard Ford, Lawrence
- 1939 - George Toy, Cleveland
- 1940 - Paul Matsumoto, Honolulu
- 1941 - Tommy Moyer, Portland
- 1942 - R. McQuillan, Lackawanna
- 1943 - Charles Hunter, Cleveland
- 1944 - Joey D'Amato, Warren, OH
- 1945 - Jetson Arnold, Philadelphia
- 1946 - Joseph Discepoli, Marines
- 1947 - Johnny Gonsalves, Oakland
- 1948 - Johnny Gonsalves, Oakland
- 1949 - Charles Adkins, Gary
- 1950 - George Justice, Philadelphia
- 1951 - Jimmy Hackney, Philadelphia
- 1952 - John Barnes, Detroit
- 1953 - Frank Smith, Cincinnati
- 1954 - Garnet Hart, Philadelphia
- 1955 - Jack Puscas, Portland
- 1956 - Bill Cherry, Cleveland
- 1957 - Gene Gresham, Detroit
- 1958 - Adam Ellison, Columbus
- 1959 - Quincy Daniels, Seattle
- 1960 - Brian O'Shea, Chicago
- 1961 - Woodie Marcus, Pocatello
- 1962 - George Foster, Cincinnati
- 1963 - Manuel Rameriz, San José
- 1964 - Ronnie Harris, Detroit
- 1965 - Herb Dolloson, Washington
- 1966 - Ronnie Harris, Canton
- 1967 - Ronnie Harris, Canton
- 1968 - Ronnie Harris, Canton
- 1969 - Juan Ruiz, De luchtmacht
- 1970 - James Parks, De marine
- 1971 - James Busceme, Beaumont
- 1972 - Norman Goins, Edinburg
- 1973 - Aaron Pryor, Cincinnati
- 1974 - Hilmer Kenty, Columbus
- 1975 - Hilmer Kenty, Columbus
- 1976 - Howard Davis, Jr., Glen Cove
- 1977 - Anthony Fletcher, Philadelphia
- 1978 - Melvin Paul, New Orleans
- 1979 - Davey Lee Armstrong, Tacoma
- 1980 - Melvin Paul, New Orleans
- 1981 - Joe Manley, het leger
- 1982 - Pernell Whitaker, Norfolk, VA (spring), Clifford Gray Florida
- 1983 - Clifford Gray Florida
- 1984 - Victor Levine, Kokomo
- 1985 - Vince Phillips, het leger
- 1986 - Vince Phillips, het leger
- 1987 - Charles Murray
- 1988 - Romallis Ellis, Ellenwood
- 1989 - Shane Mosley, Pomona
- 1990 - Shane Mosley, Pomona
- 1991 - Oscar De La Hoya, Los Angeles
- 1992 - Patrice Brooks, St. Louis
- 1993 - Abayomi Miller, Ohio
- 1994 - Fernando Vargas, Oxnard,
- 1995 - Terrance Cauthen, Philadelphia
- 1996 - Brian Adams
- 1997 - David Jackson, Seattle
- 1998 - Jacob Hudson, Augusta
- 1999 - Jacob Hudson, Augusta
- 2000 - Rock Allen, Philadelphia
- 2001 - Paul Malignaggi, Brooklyn
- 2002 - Verquan Kimbrough, Aliquippa
- 2003 - Vicente Escobedo, Woodland
- 2004 - David Rodela, Oxnard
- 2005 - Reymies Marmolejos, Philadelphia
- 2006 - Michael Evans, Dayton
- 2007 - Diego Magdaleno, Las Vegas